# Alma Rubens

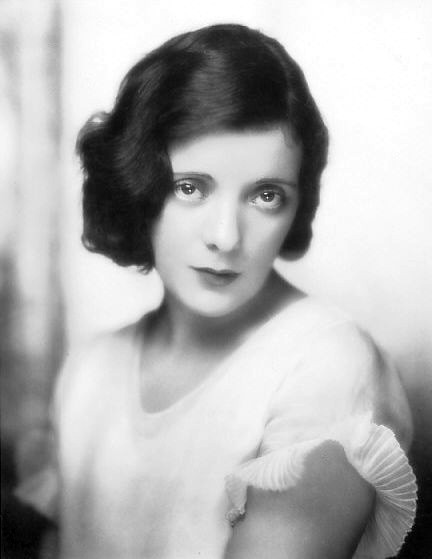
Alma Rubens

Alma Rubens (* 19. Februar 1897 in San Francisco als Alma Genevieve Reubens, Kalifornien, USA; † 22. Januar 1931 in Los Angeles) war eine  Schauspielerin der Stummfilmzeit.

## Leben
Alma Rubens war die Tochter von John B. Rueben und seiner Ehefrau Theresa, geb. Hayes. Sie begann ihre Karriere nach einigen kleineren Rollen, darunter neben Charles Ruggles in Peer Gynt und 1916 als Leading Lady von Douglas Fairbanks sen. in The Americano. Ihre Laufbahn erreichte ihren Höhepunkt zu Beginn der 1920er Jahre. Damals unter Vertrag bei Paramount Pictures, spielte Rubens meist Nebenrollen, häufig als Vamp und exotische Schönheit. 1920 war sie in Frank Borzages Humoreske, der Verfilmung des gleichnamigen Romans von Fannie Hurst, in einer der wenigen sympathischen Rollen zu sehen. 
Ab Mitte des Jahrzehnts nahmen Anzahl und Qualität der Rollen ab. Zu den wenigen A-Filmen, in denen sie noch auftrat, gehörte 1928 eine Rolle an der Seite von John Gilbert in Victor Sjöströms Masks of the Devil. Im Folgejahr war Rubens in Show Boat, der ersten Verfilmung des gleichnamigen Romans von Edna Ferber neben Laura La Plante und Joseph Schildkraut als tragische Mulattin auf der Leinwand zu sehen. Der Film wurde als Stummfilm gedreht und später teilweise nachsynchronisiert. Die Stimme von Rubens war dabei allerdings nicht zu hören. Ihren letzten Auftritt hatte sie 1929 in Henry Kings She Goes to War an der Seite von Eleanor Boardman. Den Übergang zum Tonfilm meisterte die Schauspielerin nicht, und sie verstarb 1931 an einer Lungenentzündung, bei der sich Komplikationen infolge jahrelangen Drogenmissbrauchs ergaben. 

## Filmografie (Auswahl)
- 1916: Das Geheimnis der Fliegenden Fische
- 1916: The Americano
- 1917: Truthful Tolliver
- 1917: A Woman’s Awakening
- 1917: An Old Fashioned Young Man
- 1920: Humoresque
- 1920: Thoughtless Women
- 1922: The Valley of Silent Men
- 1923: Frauenfeinde (Enemies of Women)
- 1924: The Rejected Woman
- 1924: Cytherea
- 1926: Sibirien (Siberia)
- 1928: Die Masken des Erwin Reiner (The Masks of the Devil)
- 1929: Showboat (Show Boat)
- 1929: She Goes to War